# Levi Sherwood
Levi Sherwood (nascido em 22 de outubro de 1991, na Nova Zelândia) é um piloto de motocross estilo livre da Nova Zelândia, apelidado de "rubber kid"(garoto borracha).
Dave Sherwood, pai de Levi, era um piloto profissional e speedway Levi tem corrido toda a sua vida em duas rodas. Levi também montou motocross normal durante a adolescência, mas fez mais do salto e acabou em competições de FMX.
Ele ganhou seu primeiro concurso Red Bull X-Fighters na Cidade do México em 2009, apenas 17 anos de idade. Ele atualmente compete na mesma turnê. Ele pegou sua segunda vitória no ano de 2010, em Moscou, o seu terceiro em Londres. Ele se tornou o campeão dos 2012 Red Bull X-Fighters World Tour. Sua última vitória no tour foi na Cidade do México, em 2014.
Levi também participou no X Games, e em 2010 ele ganhou a medalha de prata no Freestyle, perdendo por apenas um ponto de Travis Pastrana.